# Microsoft InfoPath
Microsoft InfoPath (fuldt navn Microsoft Office InfoPath) er et program til hurtigt at lave et skærmbillede, hvor en slutbruger let kan indtaste data til eller rette data i et XML-dokument. Programmet har været en del af Microsoft Office siden Microsoft Office 2003, men bliver kun installeret hvis man vælger det.
Hvis man har installeret InfoPath og et XML-dokument indeholder en reference til en InfoPath-formular, så vil formularen åbne med data fra XML-dokumentet hvis brugeren klikker på XML-filen. Brugeren kan så rette i data direkte i formularen og gemme dem. Da det er et XML-dokument brugeren redigerer, kan XML-dokumentet efterfølgende bruges i andre programmer.
| Software | Spire Denne artikel om software og programmering er en spire som bør udbygges. Du er velkommen til at hjælpe Wikipedia ved at udvide den. |